# The Up Escalator
Albums de Graham Parker
Squeezing Out Sparks
(1979) Another Grey Area
(1982)
The Up Escalator est un album de Graham Parker and the Rumour sorti le 23 mai 1980 sur le label Stiff Records au format cassette (ZSEEZ 23) et LP (SEEZ 23). Aux États-Unis, l'album est sorti sur le label Arista Records. Bien qu'il soit crédité seulement à Graham Parker, il s'agit de son dernier album avec The Rumour.

## Liste des pistes

### Face A (Up)
| No | Titre                        | Auteur        | Durée |
| -- | ---------------------------- | ------------- | ----- |
| 1. | No Holding Back              | Graham Parker | 3:20  |
| 2. | Devil's Sidewalk             | Parker        | 3:15  |
| 3. | Stupefaction                 | Parker        | 3:31  |
| 4. | Empty Lives                  | Parker        | 5:09  |
| 5. | The Beating of Another Heart | Parker        | 4:30  |

### Face B (Down)
| No  | Titre              | Auteur | Durée |
| --- | ------------------ | ------ | ----- |
| 6.  | Endless Night      | Parker | 3:38  |
| 7.  | Paralyzed          | Parker | 3:15  |
| 8.  | Manoeuvres         | Parker | 3:34  |
| 9.  | Jolie Jolie        | Parker | 3:01  |
| 10. | Love Without Greed | Parker | 3:26  |

## Personnel
- Graham Parker – chant, guitare
- Bruce Springsteen - chœurs
- Nicky Hopkins - piano
- Jimmy Maelen - percussions
- Danny Federici - orgue
- Brinsley Schwarz – guitare, chœurs
- Martin Belmont – guitare
- Peter Wood - synthétiseur
- Steve Goulding – batterie
- Andrew Bodnar – guitare basse